# Opisthoncus confinis
Opisthoncus confinis là một loài nhện trong họ Salticidae.
Loài này thuộc chi Opisthoncus. Opisthoncus confinis được Ludwig Carl Christian Koch miêu tả năm 1881.